# Pascale Petit (actriță)

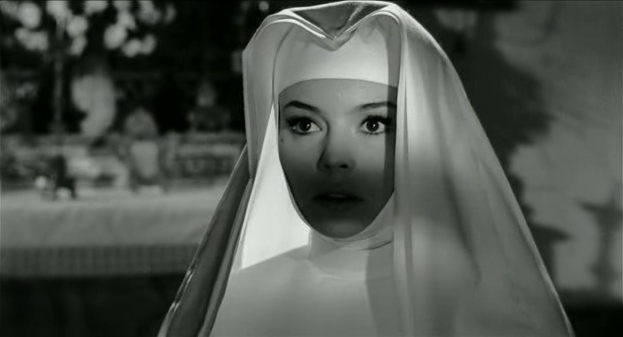
Pascale Petit într-o scenă din filmul Lettere di una novizia (1960)

Pascale Petit (n. 27 februarie 1938, Paris, Île-de-France, Franța)  este o actriță franceză de film, activă în anii 1950-1960. 

## Biografie
Petit a lucrat ca manichiuristă la salonul de coafură al celebrităților pariziene al surorilor Carita și a urmat școala de arte decorative (École des arts décoratifs). Bruneta minusculă, de 1,57 m și 44 kg, a fost descoperită de actorul-regizor Raymond Rouleau, care a distribuit-o într-un rol în filmul din 1957 Vrăjitoarele din Salem (o adaptare cinematografică a dramei omonime a lui Arthur Miller).
În 1958, Marcel Carné i-a acordat rolul principal în filmul Trișorii, care a făcut-o instantaneu celebră. Ea a jucat o tânără rebelă și a primit Premiul Suzanne Bianchetti ca descoperire a unui tânăr talent. Au urmat mai multe filme asemănătoare, cu ea în rol principal, în care a jucat seductoare frumoase, imprevizibile. Presa la acea vreme a comparat-o adesea cu Brigitte Bardot.
Din 1960, când și-a urmat soțul, actorul Gianni Esposito, în Italia și-a pierdut treptat din popularitate. În anii 1960, pe lângă western-uri și filme de acțiune, a apărut și în producții germane și austriece, precum comedia erotică a lui Franz Antel, Die Wirtin von der Lahn. 
În 1969 a divorțat de Esposito, tatăl fiicei sale Douchka, care mai târziu a încercat să devină și ea actriță.
La începutul anilor 1970, Petit s-a întors la Paris și a încercat să revină în viața de actriță în roluri de caracter, dar nu a reușit să mai aibă succesele anterioare.

## Filmografie selectivă
- 1957 Vrăjitoarele din Salem (Les sorcières de Salem),	regia Raymond Rouleau
- 1957 Tahiti ou la joie de vivre, regia Bernard Borderie
- 1958 O viață (Une vie), regia Alexandre Astruc
- 1958 Trișorii (Les Tricheurs), regia Marcel Carné
- 1959 Le donne sono deboli (Faibles femmes), regia Michel Boisrond
- 1959 Julie, regia Claude Boissol
- 1960 Una ragazza per l'estate (Une fille pour l'été), regia Édouard Molinaro
- 1960 L'affare di una notte (L'affaire d'une nuit), regia Henri Verneuil
- 1960 Vers l'extase, regia René Wheeler
- 1960 Lettere di una novizia (La Novice), regia Alberto Lattuada
- 1961 La notte e il desiderio (Les Démons de minuit), regia Marc Allégret, Charles Gérard
- 1962 Banda de lași (Un branco di vigliacchi), regia Fabrizio Taglioni
- 1962 L'amore impossibile (La Croix des vivants), regia Ivan Govar
- 1962 Una regina per Cesare, regia Piero Pierotti, Viktor Tourjansky
- 1963 La banda degli inesorabili (Règlements de compte), regia Pierre Chevalier
- 1964 Come sposare un primo ministro (Comment épouser un premier ministre), regia Michel Boisrond
- 1964 Les Siffleurs, regia Eino Ruutsalo
- 1965 Jaguar... professione spia (Corrida pour un espion), regia Maurice Labro
- 1965 Zwei girls von roten stern), regia  Sammy Drechel
- 1966 Spie contro il mondo (Gern hab' ich die Frauen gekillt), regia Alberto Cardone, Robert Lynn
- 1967 I dolci vizi... della casta Susanna (Susanne, die Wirtin von der Lahn), regia Franz Antel
- 1967 Venere va alla guerra (Fast ein Held), regia Rainer Erler
- 1968 Joe... cercati un posto per morire!, regia Giuliano Carnimeo
- 1968 Susanna... ed i suoi dolci vizi alla corte del re (Frau Wirtin hat auch einen Grafen), regia Franz Antel
- 1968 L'ultimo mercenario (Die grosse Treibjagd), regia Dieter Müller, Mel Welles
- 1969 I diavoli della guerra, regia Bitto Albertini
- 1970 Femmine carnivore (Die Weibchen), regia Zbyněk Brynych
- 1971 Cronaca erotica di una coppia (Chronique d'un couple), regia Roger Coggio
- 1972 Boccaccio, regia Bruno Corbucci
- 1972 Quante volte... quella notte, regia Mario Bava
- 1973 Gli amici degli amici hanno saputo, regia Fulvio Marcolin
- 1975 Le dolci zie, regia Mario Imperoli
- 1981 Sezon de pace la Paris (Sezona mira u Parizu), regia Predrag Golubović
- 1985 Une étrange histoire d'amour Eric de Kuyper
- 1991 Ville à vendre, regia Jean-Pierre Mocky